# 名偵探柯南：緋色的彈丸
《名偵探柯南：緋色的彈丸》，是改編自日本漫画家青山剛昌漫画系列《名偵探柯南》的第24部剧场版，由永岡智佳執導、櫻井武晴編劇。本片原定檔於2020年4月17日，因2019冠狀病毒病疫情的影响而延至2021年4月16日上映。

## 劇情
四年一度的「世界體育運動會」（World Sports Games；WSG）將在東京舉辦，日本為配合WSG開幕式慶祝，宣佈運行結合日本所有先進技術、最高時速達1000km的「真空超電導懸浮列車」，並將在新名古屋站和東京新建成的芝濱站之間開通。但在世人的矚目下，WSG贊助商彙集的宴席會場遇到突發事件，企業老闆相繼被綁架後平安獲救，被擄的其中一人是園子的父親鈴木史郎。柯南推論事件與十五年前在美國波士頓發生的「禁忌」WSG贊助商連續綁架事件存在關聯。而在背後監視這起事件包括赤井秀一以及其他FBI成員們，一致認為幕後黑手是十五年前案件的模仿犯所為。
赤井秀一以冲矢昂身份向柯南詳細交代，十五年前波士頓案件的主嫌是曾在當屆WSG宴席上工作的日裔壽司師傅石原誠，連續綁架三名贊助商作為抗議WSG商業化的行動。雖然兩名人質平安找回，但最後一位身為汽車公司老闆的人質因企圖逃跑，最後被石原持沙漠之鷹手槍在地鐵月台上槍殺。該事件調查由FBI前局長、如今時任國際WSG協會的會長阿蘭·馬肯茲負責，而後續為獲救的兩名企業老闆拒絕配合調查且停止贊助WSG，雙雙受到全美一致譴責；四年後甚至還發生過一起被及時阻止的模仿犯罪。將所有線索聯繫起來，柯南認為接下來會被擄的人會是贊助WSG的英國汽車公司老闆約翰·佛伊特。
約翰·佛伊特由於曾在酒吧喝醉而意識不清的情況下，無意間向一旁的客人洩露自己與其他贊助商出席宴會的秘密，因此私下委託毛利小五郎調查這起案情是否因他而起。園子幫柯南等夥伴要到真空超電導新幹線的試運行門票，眾人得以參加由宣傳員兼主持人白鸠舞子、真空超導磁悬浮總工程師井上治、以及列車乘務長石岡艾莉舉行的試運行說明會，獲取當天的詳細行程與相關資訊。柯南將其匯報給FBI，卻得知他們一致授權秀一狙殺犯人。柯南為了安全起見想辦法將元太、步美和光彥本要參加試運行換成假面超人活動，好讓自己陪灰原、小蘭偷偷跟著小五郎參加試運行。
當眾人抵達名古屋國際機場醫院進行體檢時，綁架犯在醫院內部引發失超、反鎖體檢會場使柯南一行人集體失去意識，趁醫院疏散時擄走佛伊特與馬肯茲。扮成冲矢昂的秀一追捕帶人質驅車逃亡中的不明綁匪，而世良真純與其母瑪麗尾隨在後，母女倆試圖救回實為英國政府要員的佛伊特。秀一與世良相繼抵達犯人所在的碼頭倉庫，雙方都在沒認出對方的情況下發生搏鬥，最後導致綁架犯帶人質開車逃離倉庫。在醫院清醒的柯南迅速踩滑板跟隨自己事先在佛伊特身上放置的追蹤器，並在灰原引導下趕到倉庫，因瑪麗不想提前暴露身份而暗中撤離、加上秀一同樣先行一步，柯南與世良共同跟著信號順利救出平安無事的佛伊特，並確保他受到警方的保護。突發事件迫使WSG協會取消列車乘坐行程，眾試運行參加者則集體搭新幹線回東京，但無人的懸浮列車仍會按時發車開往芝濱站。
柯南結合目前為止所有線索與疑點得出明確結論，斷言兇手即將在稱作“日本子彈”的懸浮列車中行兇來重演十五年前的案件。柯南預先通知秀一做好“狙擊”的準備，伴隨世良趁機搭上無人的懸浮列車，跟隨地上蹤跡找到一同被擄的馬肯茲。身在新幹線上的灰原一行人靠懸浮列車內部的監控錄像看到全景，柯南聯合FBI加上灰原的協助，識破曾進入醫院磁共振成像治療室引發失超、進而導致手機失靈的白鸠舞子是綁匪。而白鸠隨即現身在柯南、世良和馬肯茲面前，掏出十五年前案件同一型號的兇槍準備殺害馬肯茲，以報復他當初無視自己的證詞、造成她父親含冤死在獄中。柯南和世良原本找到反擊時刻，卻因列車突然“被人遠端遙控”減速而失敗，馬肯茲不想牽連他人而站出來，進一步指導白鸠以正確的方式對自己射擊，以避免槍火波及列車的超輕量材料構造導致事故。
別無選擇的白鸠聽從指示往後退，最終被一顆突如其來的子彈打穿肩膀而受傷倒地。子彈源自秀一於列車發車的新名古屋車站所擊發，靠特製的“銀彈”加上磁懸浮軌道的電磁鐵技術，從而能不受阻力、保持速度緊跟在懸浮列車後方，再由柯南拉剎車而得以命中車內的兇手之肩膀。但柯南同時指出真空超導磁悬浮的總工程師井上治身為共犯，協助擄人、幫忙掩護以外還想出失超方法。見暴露的井上交代自己父親身為十五年前在亞特蘭大被綁架的食品企業老闆，停止贊助WSG導致全家受譴責乃至事業盡毀，但自己曾在十五年前親眼目睹綁匪另有其人，因此同樣記恨著隨便找人頂罪且草草結案的FBI，便與白鸠聯手進行復仇計畫。井上趁新幹線靠站時撒腿就跑，驅車逃亡過程中靠手中的控制器相繼破壞懸浮列車的各個功能，導致列車失控全速行駛至芝濱站且面臨脫軌，使車內的柯南四人命懸一線。

秀一在名古屋碰巧接上與由美約會中的弟弟秀吉，靠他的出色詰將棋策略盤算出井上治的逃亡路線，導致倉惶逃跑的井上治最後正中FBI槍口而在路邊翻車。困在失控列車中一籌莫展的柯南和世良聽從指示，在車尾端放出原為開幕式使用的萬國旗作為降落傘，再由柯南在車前端放出巨大足球達到緩衝作用。列車直接脫軌墜至撤離結束的WSG開幕式會場，及時趕到尾端車廂的柯南四人平安生還。落網的井上由朱蒂和詹姆斯如實告知，他在十五年前看到的綁匪實為石原的共犯，同身為該事件四年後被捕的模仿犯，僅是因司法交易而隱瞞內情，以此證實他的復仇為無意義的洩憤。欲哭無淚的井上跟著白鸠一同交予日本警方收押後移送法辦，柯南與世良平安回到小蘭、灰原與同伴們的懷抱中，而柯南揭露是自己進一步讓FBI的狙擊子彈避開犯人要害以不殺生，最後則是FBI與英國方面各自為事件收場。

## 登場角色

### 原作角色
| 角色          | 配音       | 配音     | 配音     | 配音     | 簡介 |
| 角色          | 日本       | 臺灣     | 香港     | 中国大陆 | 簡介 |
| 主要人物      | 主要人物   | 主要人物 | 主要人物 | 主要人物 | 主要人物 |
| ------------- | ---------- | -------- | -------- | -------- | --- |
| 江戶川柯南    | 高山南     | 曾允凡   | 周恩恩   | 李世荣   | 本作品男主角，原高中生名偵探工藤新一，被黑暗組織的琴酒灌下毒藥而縮小身體變成小孩，後化名為江戶川柯南，寄住在毛利家中並暗中調查黑暗組織。 |
| 工藤新一      | 山口勝平   | 劉傑     | 李家傑   | 张杰     | 本作品男主角，原高中生名偵探工藤新一，被黑暗組織的琴酒灌下毒藥而縮小身體變成小孩，後化名為江戶川柯南，寄住在毛利家中並暗中調查黑暗組織。 |
| 毛利蘭        | 山崎和佳奈 | 魏晶琦   | 王慧珠   | 季冠霖   | 新一的青梅竹馬兼女朋友，運動神經發達，擅長空手道，曾獲得全國高中空手道關東大賽的冠軍。 |
| 毛利小五郎    | 小山力也   | 曹冀魯   | 黃志明   | 张遥函   | 小蘭的父親，英理的丈夫，私家偵探，外號沉睡小五郎，原刑警，辭職後在家開設毛利偵探事務所。 |
| 灰原哀        | 林原惠     | 魏晶琦   | 陳子瑩   | 阎萌萌   | 柯南的搭檔兼好友，本名宮野志保，原黑暗組織科學家雪莉。吃下毒藥而縮小身體，逃離組織後寄住在阿笠家中，並化名灰原哀。 |
| 關鍵人物      |            |          |          |          | |
| 赤井秀一      | 池田秀一   | 劉傑     | 李家傑   | 宝木中阳 | 本作劇場版「關鍵人物」之一。赤井一家的長男，FBI的情報員，左撇子狙擊手，擁有卓越的狙擊技術還精通截拳道。曾化名諸星大，臥底於黑衣組織，代號為黑麥威士忌。為了讓水無伶奈重新臥底於組織，假裝被其槍擊身亡，詐死成功後，使用偽裝的新身分沖矢昴，暗中繼續調查組織。 |
| 沖矢昴        | 置鮎龍太郎 | 吳文民   |          | 瞳音     | 本作劇場版「關鍵人物」之一。赤井一家的長男，FBI的情報員，左撇子狙擊手，擁有卓越的狙擊技術還精通截拳道。曾化名諸星大，臥底於黑衣組織，代號為黑麥威士忌。為了讓水無伶奈重新臥底於組織，假裝被其槍擊身亡，詐死成功後，使用偽裝的新身分沖矢昴，暗中繼續調查組織。 |
| 赤井瑪麗      | 田中敦子   | 魏晶琦   | 顧詠雪   | 张丽敏   | 本作劇場版「關鍵人物」之一。赤井一家的母親，英國秘密情報局MI6的情報員。在倫敦居住的時候，本應該是去見丈夫赤井務武，但被黑暗組織的苦艾酒灌下毒藥而導致身體變小，變成國中女生的模樣。                                                                           |
| 世良真純      | 日高範子   | 傅其慧   | 李蔓宜   | 和山     | 本作劇場版「關鍵人物」之一。赤井一家的么女，從國外歸來轉學至小蘭的班級的女高中生，十年前曾經在沙灘與新一和小蘭見過面。自稱女高中生偵探，擁有敏銳的洞察力，聽力超常，善於截拳道。                                                                              |
| 羽田秀吉      | 森川智之   | 吳文民   | 黃尉斯   | 惠龙     | 本作劇場版「關鍵人物」之一。赤井一家的次男，後被羽田家收為養子。專業將棋棋士，曾取得過將棋七冠王的成就，人稱「太閣名人」。擁有瞬間記憶，也很擅長推理，與宮本由美是戀人關係。                                                                                  |
| 宮本由美      | 杉本優     | 傅其慧   | 王慧珠   | 闫夜桥   | 本作劇場版「關鍵人物」之一。警視廳交通部交通課的女警（警部補），佐藤的好友，與羽田秀吉是戀人關係。 |
| 朋友相關人物  |            |          |          |          | |
| 阿笠博士      | 緒方賢一   | 吳文民   |          | 郭政建   | 工藤家的鄰居兼好友，科學家兼發明家，會發明出一些道具讓柯南在案件中使用，在灰原哀逃離黑暗組織後收留她。 |
| 吉田步美      | 岩居由希子 | 傅其慧   | 李蔓宜   | 山新     | 三人為帝丹小學一年級生，後來與轉學生柯南和灰原一同組成少年偵探團。 |
| 小嶋元太      | 高木涉     | 劉傑     | 黃尉斯   | 张磊     | 三人為帝丹小學一年級生，後來與轉學生柯南和灰原一同組成少年偵探團。 |
| 圓谷光彦      | 大谷育江   | 魏晶琦   | 顧詠雪   | 刘校妤   | 三人為帝丹小學一年級生，後來與轉學生柯南和灰原一同組成少年偵探團。 |
| 鈴木財團      |            |          |          |          | |
| 鈴木園子      | 松井菜櫻子 | 傅其慧   | 李蔓宜   | 佟心竹   | 小蘭的好友兼同學，鈴木財團的二千金，時常邀請毛利家參加各式的宴會活動，與京極真是戀人關係。 |
| 鈴木史郎      | 松岡文雄   | 吳文民   |          | 张云明   | 園子的父親，鈴木財團的董事長。 |
| 鈴木朋子      | 一柳美琉   | 曾允凡   |          | 杨晨     | 園子的母親，鈴木財團的董事長夫人。 |
| 警察相關人物  |            |          |          |          | |
| 目暮十三      | 茶風林     | 吳文民   |          | 张闻天   | 警視廳搜查一課的警官（警部），曾是毛利小五郎的上司，經常在兇案現場要求部下調查相關證據。 |
| 高木涉        | 高木涉     | 劉傑     | 李家傑   | 张圣     | 警視廳搜查一課的刑警（巡查部長），會聽小孩的意見，與少年偵探團關係極好，與佐藤美和子是戀人關係。 |
| 佐藤美和子    | 湯屋敦子   | 魏晶琦   | 陳子瑩   | 杨希     | 警視廳搜查一課的警官（警部補），擁有極多追求者，有著「警視廳之花」的稱呼，與高木涉是戀人關係。 |
| FBI相關人物   |            |          |          |          | |
| 詹姆斯·布萊克 | 土師孝也   | 曹冀魯   | 黃志明   | 林强     | 三人為FBI探員，柯南的協助者，負責搜查跟黑暗組織有關的情報。 |
| 朱蒂·斯泰琳   | 一城美由希 | 曾允凡   |          | 黎筱濛   | 三人為FBI探員，柯南的協助者，負責搜查跟黑暗組織有關的情報。 |
| 安德烈·卡邁爾 | 梁田清之   | 吳文民   |          | 陈喆     | 三人為FBI探員，柯南的協助者，負責搜查跟黑暗組織有關的情報。 |
| 其他相關人物  |            |          |          |          | |
| 假面超人      | 高木涉     | 李世揚   |          |          | 人氣子供向特攝片《假面超人》主角英雄。 |

### 本作角色
| 角色         | 配音                               | 配音         | 配音         | 配音         | 簡介 |
| 角色         | 日本                               | 臺灣         | 香港         | 中国大陆     | 簡介 |
| 本作主要人物 | 本作主要人物                       | 本作主要人物 | 本作主要人物 | 本作主要人物 | 本作主要人物 |
| ------------ | ---------------------------------- | ------------ | ------------ | ------------ | --- |
| 石岡艾莉     | 濱邊美波                           | 楊凱凱       |              | 黑特         | 25歲，真空超導磁悬浮列車女性乘務長，懂得帶動集體以及如何表現自己，對自己的宣傳工作充滿熱情。 |
| 白鸠舞子     | 平野绫                             | 楊凱凱       |              | 谢轶辉       | 29歲，世界體育運動會WSG開幕典禮主持人。本作真犯人之一，十五年前的綁架案嫌犯石原誠之女。由於十五年前案發時與父親在一起，當父親被捕後向FBI供稱父親有不在場證明卻不受採納，面臨父親“含冤”死在獄中、以及母親抑鬱而終而相繼離世的情況下對FBI恨之入骨。接受美國法警的證人保護計劃時從父親的名字變換發音順序而改名如今的名字白鳩舞子，並下定決心替雙親向FBI展開復仇計畫的同時，利用同樣因事件而飽受不滿的井上協助策劃犯罪行動。最後犯行被柯南和世良聯手制止、加上被赤井的狙擊之下射傷肩膀而被警方逮捕、送往醫院治療。     |
| 井上治       | 鈴村健一                           | 李世揚       |              | 郝祥海       | 35歲，真空超導磁悬浮總工程師，負責編寫各種列車運行程序。本作真犯人之一，真實身分為十五年前第一位受害者之子，曾親眼目睹父親被人綁架的場面，認出綁架犯的長相是事件四年後被捕的模仿犯，向FBI供稱後卻因為不接納的緣故，加上自己的父親遭到全美譴責連同家族事業也因此崩解，從而對製造冤獄且草草結案的FBI恨之入骨，因此跟白鳩合謀策劃復仇計畫、協助擄人。但不知道自己其實從始至終，都只是被白鳩利用來完成復仇計劃的一顆棋子，甚至不知道事件的真相經過（包括石原誠之死是咎由自取），最後在茱蒂的解釋下欲哭無淚且面對刑責。 |
| 約翰·佛伊特  | 楠大典萊恩·德里斯 （英文台詞替聲） | 劉傑         |              | 杨默         | 51歲，英國人，日本科德汽車公司社長。這次事件中第三位遭綁架的受害者，同時秘密跟英國政府有著聯繫而成為重點保護對象。 |
| 阿蘭·馬肯兹  | 查爾斯·葛洛佛                      | 曹冀魯       |              | 叶保华       | 64歲，WSG協會會長，十五年前時任FBI局長，也是下一屆美國總統候選人。曾在20歲時參加多倫多WSG射擊比賽，由於FBI局長任內負責偵辦綁架案件，成為白鳩與井上的主要目標。 |
| 三塚映子     | 無                                 | 無           | 無           | 無           | 48歲，三塚食品公司社長，WSG的贊助商之一，這次事件中第一位遭綁架的受害者。在高爾夫球大會上被綁架、在廁所中平安獲救，但也因為受驚嚇而拒絕配合調查，再也沒有出席任何宴會。 |
| 石原誠       | 無                                 | 無           | 無           | 無           | 前壽司師傅，白鳩舞子之父，十五年前WSG連環綁架案的主犯，因此也是本作的幕後黑手。因為綁架三位受害者（槍殺三位逃跑的受害者，另外兩位被救出）加上共犯認罪協商，最後咎由自取在獄中病逝，促使女兒白鳩對FBI產生不諒解所策發報復計畫的導火線之一。 |
| 白鳩舞子之母 | 無                                 | 無           | 無           | 無           | 白鳩舞子之母，本名不詳，在丈夫十五年前死於獄中的情況下，帶著女兒回到日本，很快也因抑鬱症而病逝，促使女兒白鳩對FBI產生不諒解所策發報復計畫的導火線之一。 |
| 井上治之父   | 無                                 | 無           | 無           | 無           | 井上治之父，本名不詳，美國亞特蘭大食品製造商的高管。十五年前被石原與其共犯聯手綁架後被平安救出，但此事件之後因停止贊助WSG、導致全家受到譴責而事業盡毀，促使不知情真相的兒子井上對FBI產生不諒解、乃至十五年後與白鳩聯手進行復仇的導火線之一。 |
| 本作其他人物 |                                    |              |              |              | |
| 司機         | 宇垣秀成                           | 李世揚       |              |              | |
| 護士         | 笠原留美                           | 楊凱凱       |              |              | |
| 醫生         | 川田紳司                           | 李世揚       |              |              | |
| 女記者       | 河原木志穂                         | 楊凱凱       |              |              | |
| 警官         | 間島淳司                           | 李世揚       |              |              | |
| 車掌         | 坂詰貴之                           | 吳文民       |              |              | |
| 飯店廣播     | 久保田恵                           | 楊凱凱       |              |              | |
| 飯店人員     | 小林裕介                           | 李世揚       |              |              | |
| 主持人       | 武田華                             | 楊凱凱       |              |              | |
| 警備員       | 五味洸一                           | 李世揚       |              |              | |
| 紳士         | 傑佛瑞·羅維                        | 原音呈現     |              |              | |
| 外國男記者   | 多米尼克·艾倫                      | 原音呈現     |              |              | |
| 外國電視主播 | 珍妮·西爾弗 貝瑞·傑德              | 原音呈現     |              |              | |
| 廣播員       | 吉田奈央                           | 楊凱凱       |              |              | |
| 女孩         | 並木彩華                           | 傅其慧       |              |              | |

## 製作
前作導演永岡智佳接續執導該片，櫻井武晴回歸擔綱編劇。

### 場景
電影以日本關東地區的東京、中部地區的名古屋做為劇情的舞台。劇情則圍繞東京舉辦的世界最大的體育盛會「WSG - World Sports Games」和「真空超導磁浮列車」展開。

### 製作團隊
- 原作：青山剛昌
- 監督、分鏡、演出：永岡智佳
- 劇本：櫻井武晴
- 分鏡：寺岡巌、金井次朗、高橋謙仁、神奈摘陽親
- 演出：高橋謙仁、江副仁美、神奈摘陽親
- 人物設定/總作畫監督：須藤昌朋
- 作畫監督：清水義治、野武洋行、岩井伸之、高橋成之、河村明夫、八崎健二
- 作畫監督補佐：吉見京子、井元愛夕、佐佐木惠子、小野可奈子、本吉晃子、岡田洋奈、大島美和、岩佐裕子
- 布局作畫監督：中島里惠
- 效果作畫監督：橋本敬史
- 特殊效果：林好美
- 美術監修：石垣努
- 美術監督：福島孝喜、佐藤勝
- 美術設定：寺岡巌
- 色彩設計、色指定、上色檢查：中尾總子
- 概念圖（Image board）：Loundraw
- 撮影監督、主標題CG動畫：西山仁
- 音響監督：浦上靖之、浦上慶子
- Mixer：田中章喜、小沼則義
- 音響效果：森川永子
- 音樂：大野克夫
- 音樂製作人：近藤貴郎、片山喜公
- 音響協力：読売テレビエンタープライズ、福島毅、大島弘子、佐藤祐大
- 剪輯：岡田輝滿
- 系列構成：飯岡順一
- 製作人：近藤秀峰、米倉功人、石山桂一
- 動畫製作：TMS/V1 Studio
- 製作：名偵探柯南製作委員會（小學館、讀賣電視台、日本電視台、ShoPro、東寶株式會社、TMS娛樂）
- 製作協力：CloverWorks
- 發行：東寶株式會社
- 磁浮技術顧問：芝浦工業大學超導材料研究室

## 音樂

### 主題曲
| 類別   | 曲名               | 作詞     | 作曲     | 演唱     |
| ------ | ------------------ | -------- | -------- | -------- |
| 主題曲 | 「永遠の不在証明」 | 椎名林檎 | 椎名林檎 | 東京事變 |

該曲於2020年2月29日開始在日本販售。

### 原聲帶

#### 歌曲
| 曲序 | 曲目                                               |
| ---- | -------------------------------------------------- |
| 1.   | ウィリアム・テル序曲                               |
| 2.   | WSG東京                                            |
| 3.   | 園子にお願い！                                     |
| 4.   | ブラックアウト                                     |
| 5.   | 行方不明？                                         |
| 6.   | 少年探偵団ポーズ                                   |
| 7.   | 行方不明の謎                                       |
| 8.   | 元太の活躍                                         |
| 9.   | 思い出した話                                       |
| 10.  | 名探偵コナンメインテーマ（緋色の弾丸ヴァージョン） |
| 11.  | プラチナチケット                                   |
| 12.  | 博士の謎解き                                       |
| 13.  | FBIの事件簿                                        |
| 14.  | 事件のその後                                       |
| 15.  | 由美と秀吉                                         |
| 16.  | 依頼人の秘密                                       |
| 17.  | 自己紹介                                           |
| 18.  | スケジュール発表                                   |
| 19.  | 新一と蘭の天の川                                   |
| 20.  | 空港到着                                           |
| 21.  | 仮面ヤイバーのテーマ                               |
| 22.  | 回顧録                                             |
| 23.  | FBIの情報                                          |
| 24.  | 待ちぶせ                                           |
| 25.  | 爆煙                                               |
| 26.  | モーター・チェイス                                 |
| 27.  | モーター・チェイスII                               |
| 28.  | 灰原の説明                                         |
| 29.  | 対決の時                                           |
| 30.  | 対決の時II                                         |
| 31.  | 目撃情報                                           |
| 32.  | 記憶の中の事件                                     |
| 33.  | コナンと世良                                       |
| 34.  | リニアの仕組み                                     |
| 35.  | コナンの捜査                                       |
| 36.  | 発見                                               |
| 37.  | 犯人を追い詰めろ                                   |
| 38.  | 動機の告白                                         |
| 39.  | 復讐のトリガー                                     |
| 40.  | 弾丸リニア                                         |
| 41.  | 事件は終わらない                                   |
| 42.  | コナンと灰原の推理                                 |
| 43.  | 犯人の恨み                                         |
| 44.  | 小五郎の追跡                                       |
| 45.  | 真空超電導リニア                                   |
| 46.  | 誘導作戦                                           |
| 47.  | 暴走                                               |
| 48.  | 秀吉の一手                                         |
| 49.  | 攻防のステアリング                                 |
| 50.  | 決戦のステアリング                                 |
| 51.  | 運命のキック                                       |
| 52.  | 真実の重み                                         |
| 53.  | No Need to Kill                                    |
| 54.  | 警告の銃口                                         |
| 55.  | Fine（フィーネ）                                   |

## 宣傳與推廣

原作者青山剛昌的《緋色的彈丸》手繪海報。

2019年4月12日，在日本全國電影院公映的名偵探柯南劇場版第23作《名偵探柯南：紺青之拳》，在本片放映結束後出現赤井秀一的台詞「去吧，到達那遙遠的地方。」的製作預告，並定檔於2020年4月。同年9月9日，原作者青山剛昌透過任天堂發行的《来吧！动物森友会》提及本作劇場版的片名格式。11月27日起至12月3日，在官方網站上進行劇場版倒數計時情報，依序公開數字為「6・1・13・9・12・25」，官方雖然尚未表明其實際意義，不過有網友推測應是用數字代替「FAMILY」字母。在最後一天時，官方集合了所有數字，並發布了短語「被撕裂的“××”，如今——」。12月4日，《週刊少年Sunday》2019年1號中，發表本作的標題、作品介紹、原作者青山剛昌的手繪預告海報，手繪海報上的宣傳標語為「一家、集結——」，同日官方網站也更新了本作劇場版的資訊。12月5日，在官方網站上發表了本作的第一支特報預告片（30秒）、更新了本作關鍵人物「赤井一家」視覺圖及介紹。
2020年1月15日，在官方網站上發表了本作的「正式版電影宣傳海報」、並公開標語。2月28日，公開90秒預告、特報2及主題曲。
2021年2月10日，公開五種語言版本的開場白宣傳片（包括日文、美版英文、台版中文、德文、韓文）。

## 上映
該劇場版原定於2020年4月17日在日本上映，但因受2019冠狀病毒病疫情的影響，官方於4月3日宣布延期上映。6月8日，再次考虑疫情的影响后，官方宣布延至2021年4月上映。

## 票房
日本方面，根據日本電影製作者連盟於2022年1月公開的統計資料，《名偵探柯南：緋色的彈丸》從電影上映至收官，累積票房成績共76.5億，名列2021年日本電影票房第二名。
香港方面，首日票房為19萬港元；次週票房累計至89萬港元；第三週票房累計至124萬港元；第四週票房累計至140萬港元；已超越《零的執行人》132萬元紀錄；最終全港票房為157萬港元。
臺灣方面，首週三天票房為新臺幣2505萬元；次週票房累計至新臺幣4680萬元；第三週票房累計至新臺幣5890萬元；第四週票房累計至新臺幣6366萬元。
| 上一届： 《新·福音戰士劇場版𝄇》 | 2021年日本週末票房冠軍 第16-19週  | 下一届： 《美麗誘惑-現代「畫皮」-》 |
| 上一届： 《我的姐姐》           | 2021年中國內地一周票房冠軍 第16週 | 下一届： 《你的婚礼》               |

## 備註
1. ↑  华策影视和眾合千澄影業持有中國大陸發行權，但依官方外片政策由中影集团進口，中影股份發行。
2. ↑  BD/DVD由新映影片發行
3. ↑  因2019冠狀病毒病疫情的影响，從2021年5月15日至7月12日院線暫停開放。

## 外部連結
- 互联网电影数据库（IMDb）上《名偵探柯南：緋色的彈丸》的资料（英文）
- 開眼電影網上《名偵探柯南：緋色的彈丸》的資料（繁體中文）
- 豆瓣电影上《名偵探柯南：緋色的彈丸》的資料 （简体中文）
- 劇場版『名探偵コナン 緋色の弾丸』公式サイト - ウェイバックマシン（2020年10月21日アーカイブ分）
- 名探偵コナン 緋色の弾丸 （页面存档备份，存于） - 東宝
- 名探偵コナン 緋色の弾丸 （页面存档备份，存于） - allcinema
- 名探偵コナン 緋色の弾丸 （页面存档备份，存于） - KINENOTE
- 名探偵コナン 緋色の弾丸 （页面存档备份，存于） - 映画.com
- 名探偵コナン 緋色の弾丸 （页面存档备份，存于） - Movie Walker
- 名探偵コナン 緋色の弾丸 （页面存档备份，存于） - シネマトゥデイ
- 名探偵コナン 緋色の弾丸 （页面存档备份，存于） - YouTube